# Erste Regierung Peel

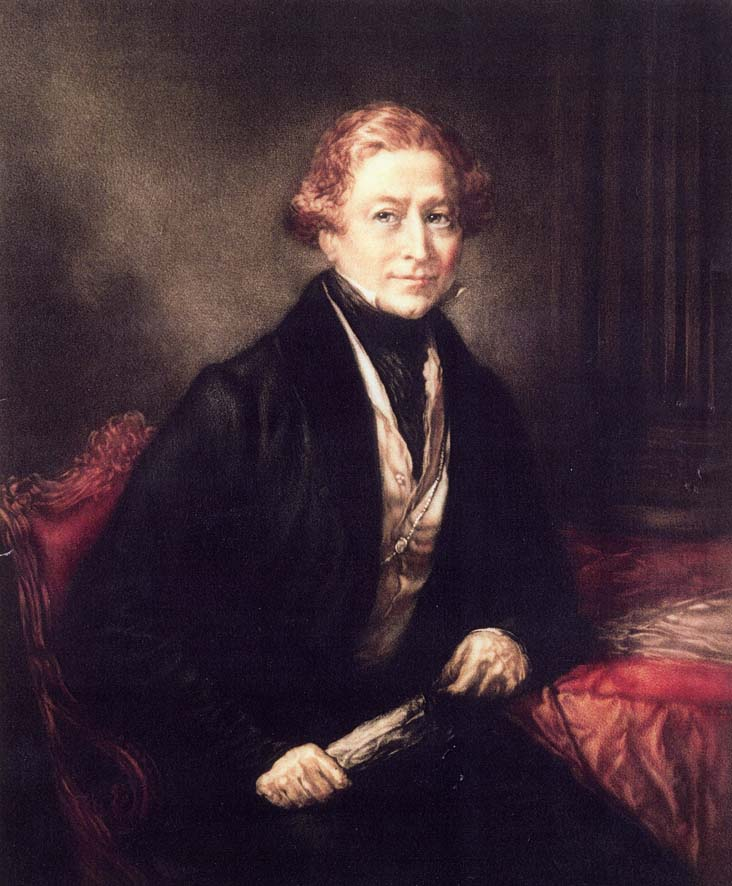
Sir Robert Peel

Die Erste Regierung Melbourne war von Dezember 1834 bis April 1835 die Regierung des Vereinigten Königreichs von Großbritannien und Irland. Sie wurde am 10. Dezember 1834 von Sir Robert Peel gebildet und löste die Übergangsregierung Wellington ab. Sie blieb zum 18. April 1835 129 Tage im Amt, woraufhin die Zweite Regierung Melbourne gebildet wurde. Ihr gehörten ausschließlich Mitglieder der neu gegründeten Conservative Party an.
Bei den Wahlen zwischen dem 8. Dezember 1832 und dem 8. Januar 1833 gewannen die liberalen Whigs von Charles Grey, 2. Earl Grey 441 (66,7 Prozent) der 658 und die konservativen Tories von Arthur Wellesley, 1. Duke of Wellington 175 Mandate (29,4 Prozent), während die Irische Aufhebung (Irish Repeal) unter Daniel O’Connell mit 42 Parlamentariern (3,9 Prozent) ins House of Commons einzog. Bei den Unterhauswahlen vom 6. Januar bis zum 6. Februar 1835 kamen die Whigs unter der nunmehrigen Führung von William Lamb, 2. Viscount Melbourne auf 385 der 658 Mandate im House of Commons (57,4 Prozent), während die Conservative Party unter der neuen Führung von Sir Robert Peel 273 Sitze (42,6 Prozent) bekam.

## Kabinettsmitglieder
Dem Kabinett gehörten folgende Mitglieder an:
| Amt                                 | Amtsinhaber                                 | Beginn der Amtszeit | Ende der Amtszeit |
| ----------------------------------- | ------------------------------------------- | ------------------- | ----------------- |
| Erster Lord des Schatzamtes         | Sir Robert Peel                             | 10. Dezember 1834   | 18. April 1835    |
| Schatzkanzler                       | Sir Robert Peel                             | 10. Dezember 1834   | 18. April 1835    |
| Lordkanzler                         | John Copley, 1. Baron Lyndhurst             | 10. Dezember 1834   | 18. April 1835    |
| Lordpräsident des Rates             | James St. Clair-Erskine, 2. Earl of Rosslyn | 15. Dezember 1834   | 18. April 1835    |
| Lordsiegelbewahrer                  | James Stuart-Wortley, 1. Baron Wharncliffe  | 15. Dezember 1834   | 18. April 1835    |
| Innenminister                       | Henry Goulburn                              | 15. Dezember 1834   | 18. April 1835    |
| Außenminister                       | Arthur Wellesley, 1. Duke of Wellington     | 10. Dezember 1834   | 18. April 1835    |
| Minister für Krieg und Kolonien     | George Hamilton-Gordon, 4. Earl of Aberdeen | 10. Dezember 1834   | 18. April 1835    |
| Erster Lord der Admiralität         | Thomas de Grey, 2. Earl de Grey             | 22. Dezember 1834   | 18. April 1835    |
| Generalfeldzeugmeister              | General George Murray                       | 18. Dezember 1834   | 18. April 1835    |
| Präsident des Handelsminister       | Alexander Baring                            | 16. Dezember 1834   | 18. April 1835    |
| Münzmeister                         | Alexander Baring                            | 16. Dezember 1834   | 18. April 1835    |
| Präsident des Kontrollamtes         | Edward Law, 2. Baron Ellenborough           | 18. Dezember 1834   | 18. April 1835    |
| Zahlmeister der Streitkräfte        | Sir Edward Knatchbull, 9. Baronet           | 23. Dezember 1834   | 18. April 1835    |
| Staatssekretär im Kriegsministerium | John Charles Herries                        | 16. Dezember 1834   | 18. April 1835    |